# آکانتومیرمکس
آکانتومیرمکس (نام علمی: Acanthomyrmex) نام یک سرده از تیره مورچه است.